# 1918年12月1日駅
1918年12月1日駅（1 Decembrie 1918）は、ルーマニアブカレスト第3地区にあるブカレスト地下鉄M3号線の駅である。2008年11月20日に開業した。